# 樺山資英

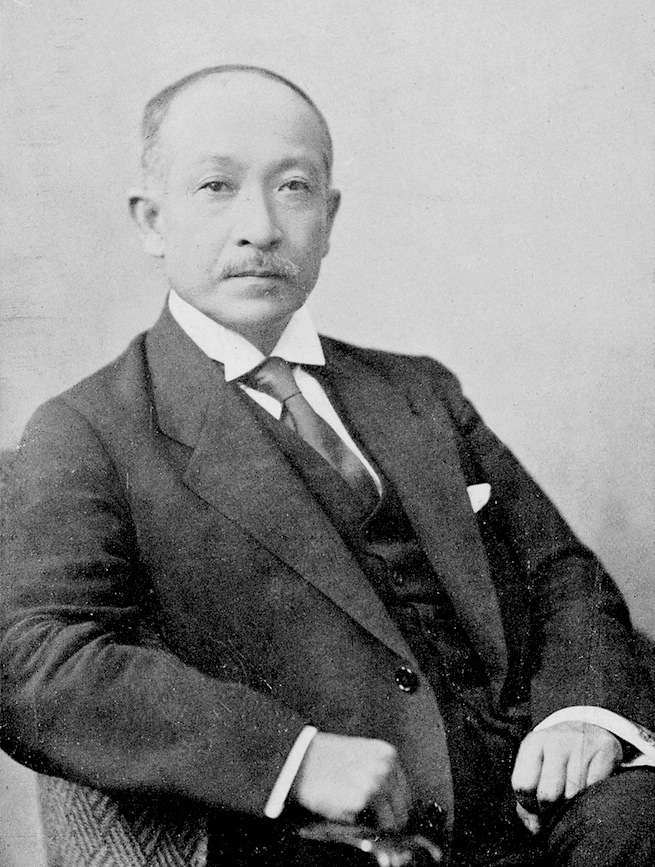
樺山資英

樺山 資英（かばやま すけひで、明治元年11月19日（1869年1月1日） - 昭和16年（1941年）3月19日）は、日本の官僚、政治家。貴族院議員。

## 経歴
- 明治元年（1868年） 薩摩国に樺山資雄の次男として生まれる
- 明治21年（1888年） 渡米。コロンビア大学入学。
- 明治26年（1893年） イェール大学院を修了（法学博士）
- 明治28年（1895年） 台湾総督府参事官
- 明治29年（1896年） 高島鞆之助拓殖務大臣秘書官兼官房秘書課長
- 明治30年（1897年） 松方正義内閣総理大臣秘書官
- 明治31年（1898年） 樺山資紀文部大臣秘書官
- 明治32年（1899年） 文部大臣官房秘書課長
- 大正3年 （1914年） 南満洲鉄道株式会社理事
- 大正12年（1923年） 第二次山本内閣内閣書記官長
- 大正13年（1924年） 貴族院勅選議員に勅任（1月2日）[2]
- 昭和5年 （1930年） 露領水産組合長
- 昭和9年 （1934年） 国際電話株式会社社長
- 墓所は青山霊園(1ロ8-1～14)

## 栄典・授章・授賞
位階
- 1896年（明治29年）5月30日 - 正七位[3]

勲章等
- 1896年（明治29年）3月31日 - 勲六等単光旭日章[4]
- 1930年（昭和5年）12月5日 - 帝都復興記念章[5]
- 1940年（昭和15年）11月10日 - 紀元二千六百年祝典記念章[6]

## 家族
- 父：樺山資雄（栃木県ほか5県の官選知事）
  - 本人：樺山資英
  - 妻：高島球磨子（高島鞆之助の次女）
    - 長女：花子（荘清彦の妻）
    - 次女：英子（林道雄の妻）
    - 三女：貞子（小田成就の妻）
    - 四女：雅子（井上信虎の妻）
    - 五女：繁子

なお西南戦争で薩軍の谷干城隊の指揮長だった陸軍大尉の阿多壮五郎を兄とするのは誤り。資英の兄・武熊は5歳で夭折している。

## 編著
- 『満蒙経営と我が人口問題』樺山資英著、国粋会